# Anna Bertheau
Anna Bertheau (* 31. Dezember 1982 in Hamburg) ist eine deutsche Schauspielerin.

## Leben
Nach dem Auftritt in einem Werbespot erhielt sie 1996 als Tochter von Ursela Monn in dem Pilotfilm zur Serie Dr. Monika Lindt – Kinderärztin, Geliebte, Mutter ihre erste Rolle in einem Fernsehfilm. Nach der elften Klasse brach Bertheau die Schule zugunsten der Schauspielerei ab, als sie die weibliche Hauptrolle in Connie Walthers Kinofilm Wie Feuer und Flamme an der Seite von Antonio Wannek erhielt.
Unter anderem wirkte sie über mehrere Folgen als Felicitas Schilling in der Serie Ein Mann steht seine Frau.
Von 2006 bis 2019 spielte sie die Tierpflegerin Anett Melzer in der Serie Tierärztin Dr. Mertens.

## Filmografie
- 1996: Dr. Monika Lindt – Kinderärztin, Geliebte, Mutter (Serie)
- 1997–2000: Ein Mann steht seine Frau (Serie)
- 1998: Im Dienste der Schönheit (Serie Geschichten aus dem Leben)
- 1999: Cem und Rachel (Serie Die Pfefferkörner)
- 2000: Klinikum Berlin Mitte – Leben in Bereitschaft (Serie)
- 2000: Chiffre 6969 (Serie Mordkommission)
- 2001: Mein Vater und andere Betrüger
- 2001: Teenaged
- 2001: Wie Feuer und Flamme
- 2002: Voll korrekte Jungs
- 2002: In aller Freundschaft Folge 163: Stille Nacht...
- 2003: Adam & Eva
- 2003: Die Klasse von ’99 – Schule war gestern, Leben ist jetzt
- 2004: Hai-Alarm auf Mallorca
- 2004: Die Auktion (Serie Wilde Jungs)
- 2005: Das gestohlene Leben (Serie Ein Fall für zwei)
- 2005: Hotline (Serie Im Namen des Gesetzes)
- 2005: Liebe wie am ersten Tag
- 2006: Flucht aus Santo Domingo (Serie SOKO Leipzig)
- 2006–2019: Tierärztin Dr. Mertens (Serie)
- 2007: Noch einmal zwanzig sein
- 2007: Mord im Zoo (Serie Ein Fall für zwei)
- 2007: Jackie in the Sky
- 2007: Für immer und ewig (Serie Die Rettungsflieger)
- 2008: Alarm für Cobra 11 (Staffel 12, Folge 3, Auge um Auge)
- 2008: Höhere Gewalt
- 2008: Zimmerservice (Serie R. I. S. – Die Sprache der Toten)
- 2009: Es liegt mir auf der Zunge
- 2009: Geld.Macht.Liebe
- 2010: Das Geheimnis der letzten Tage (Serie Ihr Auftrag, Pater Castell)
- 2011: Die geerbte Familie
- 2012: Der letzte Bulle (Fernsehserie, 1 Folge)
- 2012: Utta Danella – Prager Geheimnis (TV)
- 2018: In aller Freundschaft – Die jungen Ärzte (Fernsehserie, Folge Wunschträume)